# Локалита Вјале Удине (Порденоне)
Локалита Вјале Удине је насеље у Италији у округу Порденоне, региону Фурланија-Јулијска крајина.
Према процени из 2011. у насељу је живело 13 становника. Насеље се налази на надморској висини од 34 м.